# 北海道道151号幕別帯広芽室線
北海道道151号幕別帯広芽室線（ほっかいどうどう151ごう まくべつおびひろめむろせん）は、北海道中川郡幕別町と河西郡芽室町を結ぶ北海道道（主要地方道）である。

## 概要

### 路線データ
- 起点：北海道中川郡幕別町札内青葉町（国道38号交点）
- 終点：北海道河西郡芽室町東4条9丁目（国道38号上）
- 総延長：13.4 km[要出典]

## 歴史
- 1993年（平成5年）5月11日 - 建設省から、道道帯広環状線が幕別帯広芽室線として主要地方道に指定される[1]。
- 1994年（平成6年）
  - 4月1日 - 1114号として路線認定[2]。
  - 10月1日 - 路線番号を151号に変更[3]。

## 路線状況

### 重複区間
- 北海道道238号更別幕別線：幕別町札内文京町 - 幕別町札内みずほ町
- 北海道道216号八千代帯広線：帯広市南町東1条3丁目 - 帯広市南町南7線
- 北海道道715号芽室東四条帯広線：帯広市西18条南3丁目 - 帯広市西22条南3丁目
- 国道38号：帯広市西23条南1丁目 - 芽室町東4条9丁目

### トンネル・アンダーパス
- 札内アンダーパス（幕別町札内中央町）
- 公南弥生トンネル（帯広市南町東2条3丁目） (540m)
- プロパンアンダーパス（帯広市西22条南1丁目）

## 地理

### 通過する自治体
- 十勝総合振興局
  - 中川郡幕別町
  - 帯広市
  - 河西郡芽室町

### 交差する道路
幕別町
- 国道38号 - 札内青葉町（起点）
- 北海道道238号更別幕別線 - 札内文京町
- 北海道道238号更別幕別線 - 札内みずほ町

帯広市
- 国道236号 - 大通南29丁目 -
- 北海道道216号八千代帯広線 - 南町東1条3丁目 -
- 北海道道216号八千代帯広線 - 南町南7線
- 北海道道715号芽室東四条帯広線 - 西18条南3丁目
- 北海道道715号芽室東四条帯広線 - 西22条南3丁目
- 国道38号 - 西23条南1丁目
- 北海道道214号川西芽室音更線 - 西23条南1丁目
- 北海道道440号西帯広停車場線 - 西23南1交差点
- 北海道道214号川西芽室音更線 - 西23北1交差点
- 北海道道1152号芽室帯広インター線 - 西25南1交差点

芽室町
- 国道38号 - 東4条9丁目（終点）